# Lepthyphantes yushuensis
Lepthyphantes yushuensis este o specie de păianjeni din genul Lepthyphantes, familia Linyphiidae, descrisă de Hu în anul 2001. Conform Catalogue of Life specia Lepthyphantes yushuensis nu are subspecii cunoscute.